# Josh Jones (giocatore di football americano 1997)
Joshua Jones (22 giugno 1997) è un giocatore di football americano statunitense che milita nel ruolo di offensive tackle per i Seattle Seahawks della National Football League (NFL).

## Carriera

### Arizona Cardinals
Al college Jones giocò a football all'Università di Houston dal 2016 al 2019. Fu scelto nel corso del terzo giro (72º assoluto) del Draft NFL 2020 dagli Arizona Cardinals. Nella sua stagione da rookie disputò 13 partite, nessuna delle quali come titolare.

### Houston Texans
IL 24 agosto 2023 Jones, assieme a una scelta del sesto giro del Draft 2024, fu scambiato con gli Houston Texans per una scelta del quarto giro del medesimo draft.

### Baltimore Ravens
Il 21 marzo 2024 Jones firmò con i Baltimore Ravens.

### Seattle Seahawks
L'11 marzo 2025 Jones firmò un contratto di un anno del valore di 4,75 milioni di dollari con i Seattle Seahawks.